# Günter Wolff (Grafiker)
Günter Wolff (* 30. August 1927 in Berlin; † 3. Juni 1988) war ein deutscher Gebrauchsgrafiker.

## Leben und Werk
Wolff begann 1942 eine Lehre als Schriftsetzer, wurde dann aber zur Wehrmacht eingezogen und nahm als Soldat am Zweiten Weltkrieg teil. Nach der Entlassung aus der Kriegsgefangenschaft setzte er die Lehre bis zum Abschluss 1947 fort. Von 1949 bis 1959 machte er ein Abendstudium an der Meisterschule für Graphik und Buchgewerbe, der späteren Fachschule für Werbung und Gestaltung Berlin-Hohenschönhausen. 1952 erwarb er den Meistertitel für das Buchdruckerhandwerk. Ab 1957 war er künstlerischer Leiter des Berliner Volk und Wissen Verlags. Von 1964 bis 1968 absolvierte er ein Fernstudium an der Hochschule für Grafik und Buchkunst Leipzig.
Wolff war Mitglied des Verbands Bildender Künstler der DDR.
Er verstarb 1988 nach schwerer Krankheit im Alter von 60 Jahren.

## Ehrungen in der DDR
- 1970: Kunstpreis der DDR
- 1984: Dr.-Theodor-Neubauer-Medaille

## Teilnahme an zentralen und wichtigen regionalen Ausstellungen in der DDR
- 1967/1968 und 1977/1978: Dresden, VI. Deutsche Kunstausstellung und VIII. Kunstausstellung der DDR
- 1976, 1979 und 1982: Berlin, Bezirkskunstausstellungen (Gebrauchsgrafik)